# 藤原縵麻呂
藤原 縵麻呂（ふじわら の かずらまろ）は、奈良時代後期から平安時代初期にかけての貴族。藤原式家、中納言・藤原種継の次男。官位は従四位下・大舎人頭。

## 経歴
延暦4年（785年）父の藤原種継が暗殺されてまもなく、兄・仲成とともに従五位下に叙せられ、翌延暦5年（786年）皇后宮大進に任ぜられる。桓武朝において、大判事といった京官や、相模介・相模守・因幡守・豊前守等の地方官を歴任する。またこの間の延暦23年（804年）には正五位下から正五位上に昇叙されている。平城天皇の即位を挟んで、大同3年（808年）迄には従四位下・右大舎人頭に叙任され、同年美濃守を兼ねている。
弘仁元年（810年）薬子の変が発生し兄弟の仲成・薬子が死亡するが、縵麻呂は難を逃れたらしく、翌弘仁2年（811年）大舎人頭に任ぜられている。弘仁12年（821年）9月21日卒去。享年54。

## 人物
愚鈍な性質で、書類作成もままならなかった。大臣（種継）の子息であることを以て、内外の諸官を歴任したが、どの官職でも名声を得ることはできなかった。ただ酒色のみを好み、他事を顧みる事はなかったという。
一方で、薬子の変で失脚した藤原仲成・薬子の兄弟であったことから、『日本後紀』にある「酒と女性を好んだ」という記述は保身のための行為で、人目を欺くためにのめりこんだものとする考えもある。

## 官歴
『六国史』による。
- 時期不詳：正六位上
- 延暦4年（785年） 11月25日：従五位下
- 延暦5年（786年） 正月28日：皇后宮大進（皇后・藤原乙牟漏）
- 延暦7年（788年） 2月6日：相模介
- 延暦10年（791年） 正月22日：相模守
- 時期不詳：大判事
- 延暦16年（797年） 2月9日：兼因幡守
- 時期不詳：正五位下
- 延暦23年（804年） 正月11日：正五位上。正月24日：豊前守
- 時期不詳：従四位下。右大舎人頭
- 大同3年（808年） 6月25日：兼美濃守
- 弘仁2年（811年） 5月14日：大舎人頭
- 時期不詳：越後守[3]
- 弘仁12年（821年） 9月21日：卒去（従四位下）

## 系譜
『尊卑分脈』による。
- 父：藤原種継
- 母：雁高佐美麻呂の娘
- 妻：不詳
  - 男子：藤原貞成
  - 男子：藤原城成